# Venera 11
Venera 11 was een onbemande Russische ruimtevlucht naar de planeet Venus uit 1978. Doel van deze missie was onderzoek van de interplanetaire ruimte en Venus. Het toestel bestond uit twee delen: een moederschip en een lander. Deze vlucht viel samen met de identieke missie van Venera 12. De Sovjet-Unie had de gewoonte om deze toestellen in duo's te lanceren.

## Zwaardere verkenner
Deze schepen behoorden, net als hun voorgangers Venera 9 en 10, tot de zwaardere gewichtsklasse. Na de eerste acht missies vervingen de Russen de relatief lichte Molniya draagraket door de aanzienlijk krachtigere Proton. De verkenner die nu op weg naar Venus ging woog 4940 kg.

## Geen baan om Venus
In tegenstelling tot zijn voorganger kozen de ontwerpers niet voor een rondcirkelende orbiter, maar voor een moederschip dat na afstoten van de lander de planeet voorbijvloog. Dit had twee oorzaken.
Ten eerste verdween een rondcirkelende orbiter sneller achter de horizon van de landingsplaats, dan een moederscheepje dat Venus voorbijvloog. De landers waren voor communicatie met de Aarde aangewezen op hun orbiters. Als die wegzakte achter de horizon stopte het doorseinen van gegevens abrupt. Dit betekende een serieus probleem, want door de zeer hoge temperatuur en extreem hoge luchtdruk functioneerden de landers hooguit twee uur, en dan mocht men zich nog in de handen knijpen. Wachten tot de orbiter weer over de landingsplaats vloog was absoluut geen optie: de landers bezweken ruim voor die tijd onder de zeer hoge temperatuur en verpletterende luchtdruk.
Ten tweede bestonden er gewichtsbeperkingen. Het lanceervenster van 1978 was niet optimaal. Hoe kleiner de afstand tussen de planeten, des te gunstiger het lanceervenster en des te meer nuttige lading de draagraket naar zijn doel kan schieten. In dit geval zochten de ontwerpers naar gewichtsbesparende maatregelen. Als de sonde niet hoeft af te remmen hoeft er ook minder brandstof mee, al vereisen koerscorrecties nog wel een raketmotor. Dit scheelt aanzienlijk in gewicht: zo had de enige jaren daarvoor gelanceerde Mars 2 een totaalgewicht van ruim 4½ ton; leeg woog het toestel echter nog geen 2½ ton. Het instrumentarium kende daarom ten opzichte van Venera 9 en 10 aanpassingen: verscheidende instrumenten werden gewijzigd, andere toegevoegd. Met sommige waren zowel lander als moederschip uitgerust.

## Wetenschappelijke uitrusting

### Wetenschappelijke instrumenten moederschip
- Gammastralingspectrometer, om kosmische gammaflitsen inclusief van de zon te meten. De positie van deze uitbarstingen werden vergeleken met de waarnemingen van andere ruimtevaartuigen. Een van de twee sensoren stond op de zon gericht, de ander 180° gedraaid.

- Gammaflitsdetector, om de positie van gammauitbarstingen tot op 2 à 3° nauwkeurig vast te leggen, met een bereik tussen 20 en 300 keV.

- Detector voor het meten van de zonnewind op verschillende afstanden van de zon. Deze functioneerde met tussenpozen. Het kon ionen meten tussen 0 en 4,5 keV en elektronen tussen 0 en 300 eV.

- Ultraviolet detector, om verspreide UV-straling van de interplanetaire ruimte en Venus vast te leggen. Dit geschiedde op de spectraallijnen 304, 584, 736, 869, 1048, 1216, 1300, 1356 en 1500 A. Tijdens de vlucht naar Venus zocht dit apparaat naar waterstof, helium I en II. In de nabijheid van Venus speurde dit instrument naar waterstof, helium I en II, zuurstof, neon , argon en koolstofmonoxide. Het was een meerkanaals monochromator. Ook dit instrument functioneerde op vastgestelde tijden en maakte onder andere een scan van de zonverlichte helft van Venus.

- Elektronen- en protonen spectrometer, om het spectrum en verdeling van zonnewinddeeltjes te meten. Het mat elektronen tussen 5 en 500 keV. Protonen werden in twee bandbreedtes gemeten: tussen 0,05 en 1 MeV en tussen 30 en 200 MeV.

- 10-kanaals proton spectrometer, met een meetbereik 0,1 tot 100 MeV, om versnelling van protonen in de interplanetaire ruimte te meten alsmede de zonneactiviteit betrokken bij het ontstaan van geladen deeltjes.

- Detectoren voor het meten van elektronconcentratie- en verdeling in de ionosfeer van Venus. Tevens bestudeerde men hiermee schommelingen in elektronconcentraties in plasma nabij de zon en in interplanetaire ruimte.

- Zonnewind-plasmadetector, om de energiespectra van ionen en elektronen in de zonnewind te meten. Daarnaast nam dit instrument tevens metingen betreffende protonen en alfadeeltjes op verschillende afstanden van de zon. Een spectraalmeting nam 192 seconden in beslag. Meetbereik voor elektronen bedroeg 10 tot 200 eV, voor ionen van 0,25 tot 5 keV, protonen tussen 0,25 en 5 keV en alfadeeljes van 0,5 tot 10 keV.

- Detectoren voor metingen van geladen deeltjes in de interplanetaire ruimte.

### Wetenschappelijke instrumenten lander

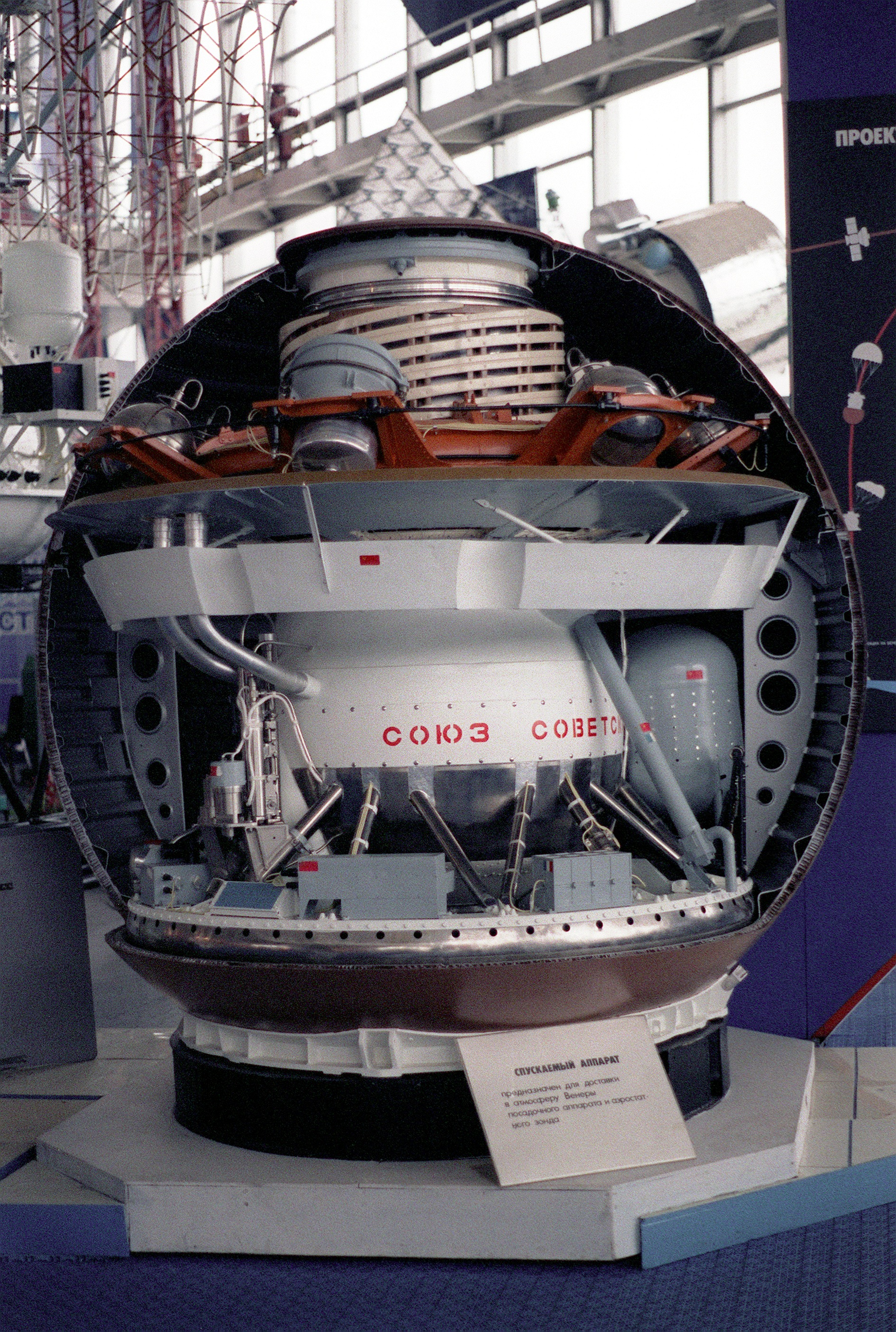
Model van Veneralander in afdaalcapsule

- Massaspectrometer, om (edel)gassen op te sporen en hun samenstelling en onderlinge verhoudingen in de Venusiaanse atmosfeer na te gaan. Ook de isotopische samenstelling van de voorkomende edelgassen werd in kaart gebracht. Verder onderzocht het kleine hoeveelheden ammoniak-, methaan- en zwavelbevattende elementen. Een meting nam 8 seconden in beslag en dit instrument verrichtte metingen vanaf een hoogte van 23 km tot 1 km boven het oppervlak.

- Spectrofotometer en scannende fotometer. Dit instrument was bedoeld om de spectrale samenstelling van de verspreide zonnestraling in de Venusiaanse atmosfeer te meten. De spectrofotometer was omhooggericht en nam voortdurend metingen in zichtbaar en nabij-infrarood licht tussen 0,43 en 1,17 micrometer. De scannende fotometer tastte de hemel in een cirkel af, om straling in vier brede golflengtes vast te leggen. Het verrichtte meer dan 600 metingen en trad in werking vanaf een hoogte van 64 km tot op de grond. Gedurende de afdaling werd het instrument gekalibreerd door een systeem van kleine gloeilampjes, aangebracht in beide meters.

- Bliksemontladingsmeter, om bliksems op Venus te registreren. Een radio-ontvanger met een uitwendige raamantenne van 25 cm diameter fungeerde als meetinstrument. Het maakte gebruik van vier frequentiekanalen van 10, 18, 36, en 80 kHz met bandbreedtes van respectievelijk 1,6, 2,6, 4,6 en 15 kHz. De opgevangen gegevens analyseerde de sonde met behulp van een akoestische ontvanger en spectroanalysator. De gevoeligheidsdrempel lag op 0,3 microvolt bij 10 kHz, op 80 kHz bedroeg deze 1 microvolt. Het dynamisch bereik van de spectroanalysator lag op 90 dB, dat van de akoestische ontvanger op 74 dB. Gedurende de afdaling functioneerde dit instrument vanaf een hoogte van 60 km en tevens na de landing.

- Nephelometer (mistsensor), om structuur en optische kenmerken van aerosoldeeltjes vast te leggen. Deze werkte vanaf een hoogte van 51 km tot op het oppervlak en stuurde een lichtstraal door de aerosol, waarna een sensor de hoeveelheid teruggekaatst licht mat en zo de grootte en dichtheid van die deeltjes kan worden bepaald.

- Sensor voor het meten van de chemische samenstelling van aerosol door röntgenfluorescentie. De aerosols ving het door celluloseacetaat filters tijdens de afdaling bloot te stellen aan de atmosfeer. Deze pikten deeltjes op met een diameter groter dan 0,4 micrometer, waarbij 98% van die deeltjes in de filters werd opgevangen. Dit meetinstrument werkte vanaf een hoogte van 64 km tot het filter smolt op 49 km boven het oppervlak en ontving in die tijd twee spectra: een in het bereik van 1,5 tot 15 keV en de ander van 1 tot 7,5 keV. Fluorescentie verkreeg men door Fe-55 en Cd-109; xenon, titanium en mangaan dienden voor kalibratie. Metingen vonden plaats in een CO2 atmosfeer van 20°C, maar wel onder de normale luchtdruk op Venus (ruim 90 bar).

- Luchtdruk- en temperatuurmetingen, met als doel de luchtdruk en temperatuur van de Venusiaanse dampkring te onderzoeken vanaf een hoogte van 105 km tot aan het planeetoppervlak. Tot op een hoogte van 70 km mat de sonde deze indirect met behulp van het meten van de vertraging tijdens de aerodynamische afremprocedure. Tussen 70 en 50 km verrichtte de sonde geen metingen. Vanaf 50 km hoogte namen vier manometers en vier thermometers het over.

- Bodemanalyse door middel van een boor, die een bodemmonster in een minilaboratorium moest deponeren. Helaas mislukte dit experiment, door een lek in het bodemschepje. Hierdoor stond het interieur van de Venera 11 gedeeltelijk bloot aan de verpletterende luchtdruk op onze buurplaneet. Waarschijnlijk ontstond het lek tijdens de afdaling, want de lander bleek aerodynamisch instabieler dan de ontwerpers hadden verwacht.

- Camera, die dienst weigerde. Deze leverde geen beelden, omdat de beschermingskappen voor de lens niet loskwamen.

## Verloop van de missie

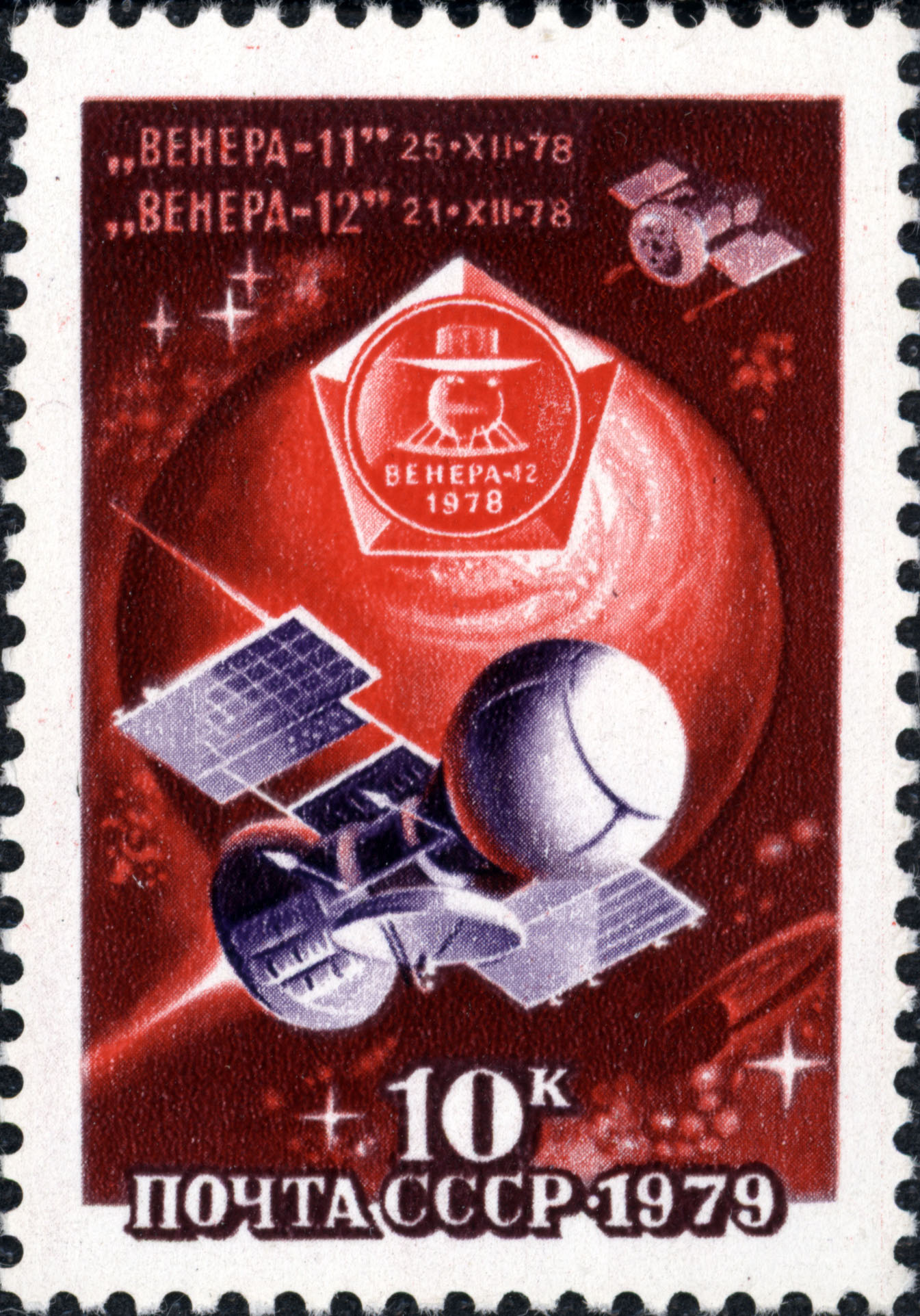
Postzegel ter ere van Venera 11 en 12

### Lancering en vlucht naar Venus
Venera 11 werd gelanceerd op 9 september 1978 met een Proton draagraket vanaf kosmodroom Bajkonoer. De Proton bracht het vaartuig in eerste instantie in een parkeerbaan met een hoogste punt van 205 km en een laagste punt van 177 km bij een inclinatie van 51,5°. Vanuit die baan schoot de krachtige Proton de bijna 5 ton wegende verkenner op weg naar zijn bestemming.
Tijdens de reis voerde de robot op 16 september en 17 december twee geslaagde koerscorrecties uit. De vlucht van 3½ maand verliep verder voorspoedig en na 3½ maand naderde Venera 11 zijn bestemming.

### Landing
Op 23 december, twee dagen voor het moederschip Venus voorbijvloog, stootte deze de landingscapsule af. Op Eerste kerstdag drong de lander de atmosfeer van Venus binnen met een snelheid van 11,2 km/seconde (40.320 km/uur). Door de wrijving met de zeer dichte dampkring reduceerde de snelheid sterk door aerodynamische afremming, waarna een remparachute ontplooide. Deze werd op enige tientallen kilometers hoogte weer afgeworpen. De laatste afremming geschiedde door atmosferische afremming door middel van een horizontale schijf bovenaan de lander. Op Aarde haalt dit niet veel uit en stort zo'n sonde als een steen omlaag, maar de atmosfeer van Venus is veel dichter dan die van onze planeet. Zodoende valt ook een lander met een gewicht van honderden kilo's daar meer als een dwarrelend boomblad naar beneden. Ongeveer een uur nadat de afdalingsoperatie begon, voerde Venera 11 een geslaagde zachte landing uit. Het toestel kwam neer met een snelheid van 7 à 8 m/seconde (25,2 à 28,8 km/uur) en landde op 299° O en 14° Z, op een afstand van ± 800 km van Venera 12, om 6:24 uur Moskou-tijd.

### Passage moederschip
Ten tijde van de landing vloog het moederschip Venus op 25 december voorbij met als kleinste afstand 34.000 km. Het fungeerde tijdens deze kostbare minuten als doorgeefstation voor de zwakke signalen van de lander. Die begon vanaf het Venusoppervlak uit te zenden om 3:24 uur UTC. Om 4:59 uur UTC, na 95 minuten lang gegevens van de lander te hebben doorgeseind, vloog het toestel buiten bereik van de lander en stopten de signalen. Vervolgens hervatte het moederschip zijn metingen van de interplanetaire ruimte en kwam in een heliocentrische baan.

## Wetenschappelijke resultaten
De lander toonde het voorkomen van bliksem en donder aan, alsmede de aanwezigheid van koolstofmonoxide op lage hoogtes. Die bliksemontladingen logen er trouwens niet om, want Venera 11 telde gemiddeld 25 inslagen per seconde, waarbij één zeer harde klap een kwartier bleef nagalmen. Hoogstwaarschijnlijk was het hoge zwavelzuurgehalte in de atmosfeer verantwoordelijk voor de vele bliksemontladingen. De dampkring bevat verder erg weinig water en in de onderste lagen komen geen wolken voor. Dat wolkendek bevindt zich op ± 50 km hoogte. Er is immer een bewolkte hemel en het gedeelte van het zonlicht dat door het dichte wolken dek heen dringt, zorgt voor een rode gloed. 
Daarnaast leverde de verkenner dermate verrassende gegevens aan omtrent argon isotopen, dat de wetenschap zich vragen ging stellen bij de theorie dat de oorspronkelijke dampkringen van Aarde, Venus en Mars in principe het gevolg waren van uitgestoten gassen tijdens vulkaanuitbarstingen. Er werd relatief veel 36Ar en 40Ar aangetroffen in 200 maal de hoeveelheid op Aarde. De luchtdruk bedroeg 88 bar bij een (voor onze naaste buur) milde temperatuur van 466° C.
Al met al leverde deze vlucht flink wat atmosferische gegevens op, maar viel de oogst aan oppervlaktemetingen enigszins tegen.
1 · 2 · 3 · 4 · 5 · 6 · 7 · 8 · 9 · 10 · 11 · 12 · 13 · 14 · 15 · 16 · Vega 1 · Vega 2